# Tonín de Arbas
Tonín de Arbas es una localidad española, perteneciente al municipio de Villamanín, en la provincia de León y la comarca de Abadía de Arbas (La Tercia del Camino, Montaña Central), en la Comunidad Autónoma de Castilla y León.
Situado sobre el cauce del Arroyo de Tonín, afluente del Arroyo de Camplongo, y este a su vez del río Bernesga.
Los terrenos de Tonín de Arbas limitan con los de Pendilla de Arbas al norte, Piedrafita al noreste y Piornedo y Campo al este, Villanueva de Pontedo, Cármenes y Millaró de la Tercia al sureste, Villanueva de la Tercia y Camplongo de Arbas al sur, Busdongo al suroeste y Arbas del Puerto y Pajares al oeste.
Perteneció a la antigua Abadía de Arbas.